# Даниел Озмо
Даниел Озмо (Олово, 14. март 1912 — Логор Јасеновац, 1942) је био истакнути сарајевски уметник, антифашистички борац и патриота.

## Биографија
Рођен је 14. марта 1912. у Олову у сиромашној јеврејској породици Хаима и Ленке Озмо који су имали још седморо деце. Похађао је основну школу и пет разреда гимназије у Сарајеву. Након паузе од две или три године, изазване неповољним материјалним условима, уписује Уметничку школу у Београду, смер сликарство, у класи професора Љубе Ивановића коју је завршио 1934. Занимао се највише графиком и обрађивао је социјалне мотиве. Своје радове је излагао у Београду и Сарајеву на групним изложбама напредних сарајевских уметника коју су чинили Исмет Мујезиновић, Војо Димитријевић, Роман Петровић и Мица Тодоровић. Учествовао је на пролећним и јесењим изложбама у Сарајеву и Београду. Издао је циклус својих линореза „Из босанских шума” 1939. године. Стрељан је 1942. у логору Јасеновац, где је пре смрти распоређен на присилни рад у керамичку радионицу где је направио циклус цртежа из затвореничког живота.